# Odette Hallowes
Odette Sansom GC, MBE (Amiens, 28 april 1912 – Walton-on-Thames, 13 maart 1995), ook bekend onder de namen Odette Churchill en Odette Hallowes, codenaam Lise, was een agent van de Britse geheime organisatie Special Operations Executive (SOE) in Frankrijk tijdens de Tweede Wereldoorlog. Het doel van SOE was om spionage-, sabotage- en verkenningsmissies uit te voeren in bezet Europa in de strijd tegen de asmogendheden, vooral tegen Duitsland. SOE-agenten werkten samen met verzetsgroepen en voorzagen hen van wapens en uitrusting die vanuit Engeland werden gedropt. Sansom was de eerste vrouw die door het Verenigd Koninkrijk werd onderscheiden met het George Cross. Zij werd ook onderscheiden met het Légion d'honneur door Frankrijk.
Sansom kwam op 2 november 1942 in Frankrijk aan en werkte als koerierster voor het Spindle-netwerk (of circuit) van SOE dat werd geleid door Peter Churchill (met wie zij later trouwde). Om arrestatie te voorkomen, verplaatsten Churchill en Sansom hun activiteiten in januari 1943 naar de omgeving van Annecy in de Franse Alpen. Daar werden Sansom en Churchill op 16 april 1943 gearresteerd door spionnenjager Hugo Bleicher. Zij verbleef de rest van de oorlog als gevangene in concentratiekamp Ravensbrück.
Haar oorlogservaringen en het verduren van een beestachtige ondervraging en gevangenschap, die zijn opgetekend in boeken en waarvan een bioscoopfilm is gemaakt, maakten van haar een van de meest gevierde leden van de SOE en een van de weinigen die gevangenneming door de nazi's heeft overleefd.

## Beginjaren
Odette Marie Léonie Céline Brailly werd geboren op 28 april 1912 op het adres 208 Rue des Corroyers in Amiens, Frankrijk, als dochter van Emma Rose Marie Yvonne, geboren Quennehen en Florentin Désiré Eugène 'Gaston' Brailly, een bankmanager. Haar vader kwam kort voor de wapenstilstand in 1918 om bij Verdun. Hij werd na zijn dood onderscheiden met het Croix de Guerre en de Médaille militaire voor heldhaftigheid. Zij had een broer. Als kind kreeg zij ernstige ziektes, waardoor zij drieëneenhalf jaar blind werd en polio kreeg en zo maandenlang aan bed was gekluisterd. Zij volgde onderwijs op een kloosterschool en werd, misschien wel vanwege haar ziektes, als moeilijk beschouwd.
Zij ontmoette een Engelsman, Roy Patrick Sansom (1911–1957), in Boulogne en trouwde op 27 oktober 1931 met hem in Boulogne-sur-Mer, waarna zij met hem naar Groot-Brittannië verhuisde. Het stel kreeg drie dochters: Françoise Edith, geboren in 1932 in Boulogne, Lili M., geboren in 1934 in Fulham en Marianne O., geboren in 1936 in Fulham. Haar echtgenoot ging aan het begin van de Tweede Wereldoorlog in militaire dienst en Odette en de kinderen verhuisden voor hun veiligheid naar Somerset.

## Militaire dienst tijdens de Tweede Wereldoorlog

### Rekrutering door SOE
In het voorjaar van 1942 vroeg de Admiralty (vroegere Britse admiraliteit) het publiek om ansichtkaarten of familiefoto's waar de Franse kustlijn op stond voor mogelijk gebruik in de oorlog. Na het horen van deze oproep schreef Sansom dat zij foto's had gemaakt in de omgeving van Boulogne, maar zij stuurde haar brief per ongeluk naar het War Office in plaats van naar de Admiralty. Daardoor kwam zij onder de aandacht van kolonel Maurice Buckmaster en zijn Special Operations Executive.
Als dekmantel voor haar geheime werk ging Sansom in dienst bij het First Aid Nursing Yeomanry dat SOE van ondersteunend personeel voorzag. Zij liet haar drie dochters achter in een kloosterschool en werd getraind om te worden gestuurd naar het door de nazi's bezette deel van Frankrijk om samen te werken met het Franse verzet.
Eigenlijk werd Sansom door SOE als te grillig en koppig beschouwd en werd in een evaluatie vastgesteld: “Zij is impulsief, oordeelt overhaast en heeft niet de helderheid van geest die wenselijk is bij gezagsondermijnende activiteiten. Zij lijkt weinig ervaring te hebben met de wereld om haar heen. Zij is enthousiast en onberekenbaar, maar zij heeft desondanks een bepaalde vastberadenheid." In de evaluatie werd “haar vaderlandsliefde en gretigheid om iets voor Frankrijk te doen” echter opgemerkt. Buckmaster stond het toch toe dat zij haar training vervolgde. Door een nare val tijdens haar training, was het uitgesloten dat zij met een parachute in Frankrijk zou worden gedropt.
George Starr, een van de meest succesvolle SOE-agenten die zichzelf als een tiran omschreef, noemde Sansom “een vreselijke dame" en betreurde wat hij beschreef als haar verleidende gedrag.

### Militaire dienst in Frankrijk

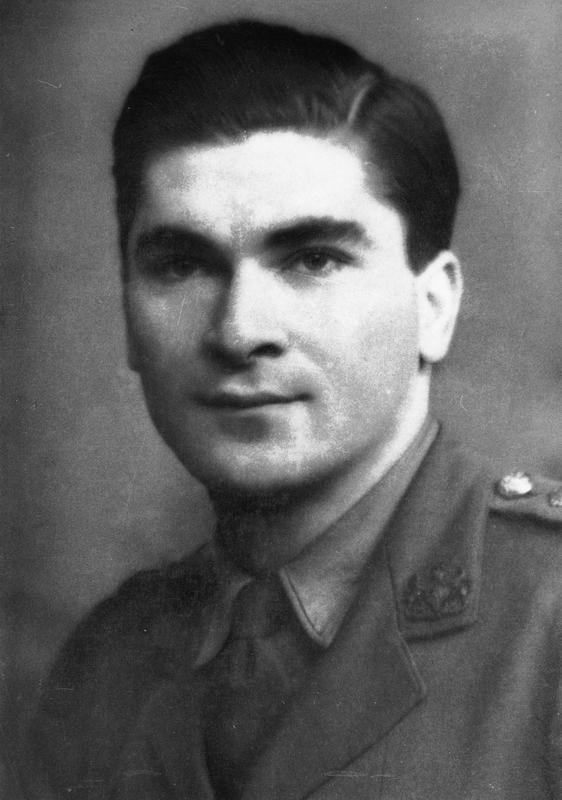
Adolphe Rabinovitch

In de nacht van 2 november 1942 landde Sansom op een strand in de buurt van Cassis en legde contact met kapitein Peter Churchill, die aan het hoofd stond van Spindle, een SOE-netwerk dat was gevestigd in Cannes. Haar codenaam was "Lise". Aanvankelijk was het doel van Sansom om contact te leggen met het Franse verzet aan de Franse Rivièra en dan naar Auxerre in Bourgondië te gaan om daar een onderduikadres voor andere agenten te vestigen.
Toen zij in Frankrijk aankwam, was er binnen het Spindle-netwerk een intern conflict gaande tussen de agent die de leiding had, André Girard en zijn assistent en de agent die de radio van het netwerk bediende, Adolphe Rabinovitch. De Duitsers kregen een lijst van 200 mogelijke sympathisanten van het Franse verzet in handen die André Marsac, een koerier van Girard, was kwijtgeraakt. Terwijl Sansom in Cannes was gestrand, kreeg Churchill toestemming van Buckmaster om haar oorspronkelijke missie te schrappen en haar als zijn koerierster in te zetten. Sansom, die zich voordeed als "Madame Odette Metayer," moest voedsel en een verblijfplaats vinden voor Rabinovitch die illegaal in Frankrijk was en geen distributiekaart had. Ook moest zij zorgen voor de droppings die soms achteloos in gevaarlijke gebieden waren georganiseerd. Haar werk bracht haar in eerste instantie naar Marseille dat toen als een gevaarlijke stad werd beschouwd, vanwege de infiltratie van Duitse agenten. Sansom was geschokt door de lakse houding van de Franse verzetsleden ten aanzien van veiligheid. Sansom ontwikkelde een goede band met Churchill en met Rabinovitch die zij leuk vond en vertrouwde. Later herinnerde zij zich dat zij van andere leden van het Spindle-netwerk vermoedde dat zij niet trouw waren, maar zij weigerde om te zeggen wie dat waren.

### Gevangenneming
In januari 1943 vreesde het Spindle-team, bestaande uit Churchill, Rabinovitch en Sansom, gevangenneming door de Duitsers en verplaatste het zich van de Franse Rivièra naar de rustigere en door de Italianen bezette omgeving van Annecy in de Franse Alpen. Churchill en Sansom vestigden zich in het Hotel de la Posta in het dorp Saint-Jorioz. Verschillende andere leden van het Carte-netwerk en SOE kwamen daar ook heen, een gezelschap dat de aandacht trok van de Italiaanse fascistische politie en van de Gestapo. SOE-agent Francis Cammaerts bezocht Annecy kort in maart of begin april 1943 en beoordeelde de veiligheid van het netwerk van Churchill en Sansom als onvoldoende en achtte het waarschijnlijk dat het netwerk door de Duitsers zou worden geïnfiltreerd.
Ondertussen arresteerde spionnenjager Hugo Bleicher, een officier van de Duitse contraspionagedienst in Parijs, André Marsac en overtuigde hem en een andere medewerker van het Carte-netwerk, Roger Bardet, ervan dat hij een Duitse kolonel was die de nazi's niet steunde en dat zij zouden moeten samenwerken. Via Marsac kwam hij achter de locatie van Churchill en Sansom. Hij kreeg van Marsac een introductiebrief voor hen mee en ging op weg naar Saint-Jorioz waar hij zichzelf introduceerde als “kolonel Henri.” Hij vertelde Sansom een verzonnen verhaal dat zij samen naar Londen zouden moeten reizen om “te bespreken hoe de oorlog zou kunnen worden beëindigd.” Daarna verliet hij Saint-Jorioz met het plan om terug te keren en Frankrijk samen met haar met een geheim vliegtuig op 18 april 1943 te verlaten. Sansom liet Rabinovitch via een zender een bericht sturen naar het hoofdkantoor van SOE in Londen om het contact te melden. Vanuit Londen werd meteen gereageerd: "Henri erg gevaarlijk...je moet je schuilhouden aan de overkant van het meer en alle contacten verbreken behalve met Arnaud [Rabinovitch]..."
Tijdens de ontmoeting tussen Bleicher en Sansom was Churchill voor overleg met de SOE in Londen. Hij werd gewaarschuwd om contact met Sansom en 'kolonel Henri' te vermijden als hij weer in Frankrijk was, maar toen hij op 14 of 15 april 1943 werd gedropt in de omgeving van Annecy werd hij opgewacht door Sansom en Rabinovitch. Omdat Sansom de terugkeer van Henri niet eerder dan 18 april 1943 verwachtte, gingen zij en Churchill naar het hotel in Saint-Jorioz. Op 16 april 1943 om 02:00 uur verscheen Bleicher, niet langer vermomd als “kolonel Henri”, in het hotel met Italiaanse soldaten en arresteerde Sansom en Churchill.

## Gevangenschap

### Gevangenis van Fresnes

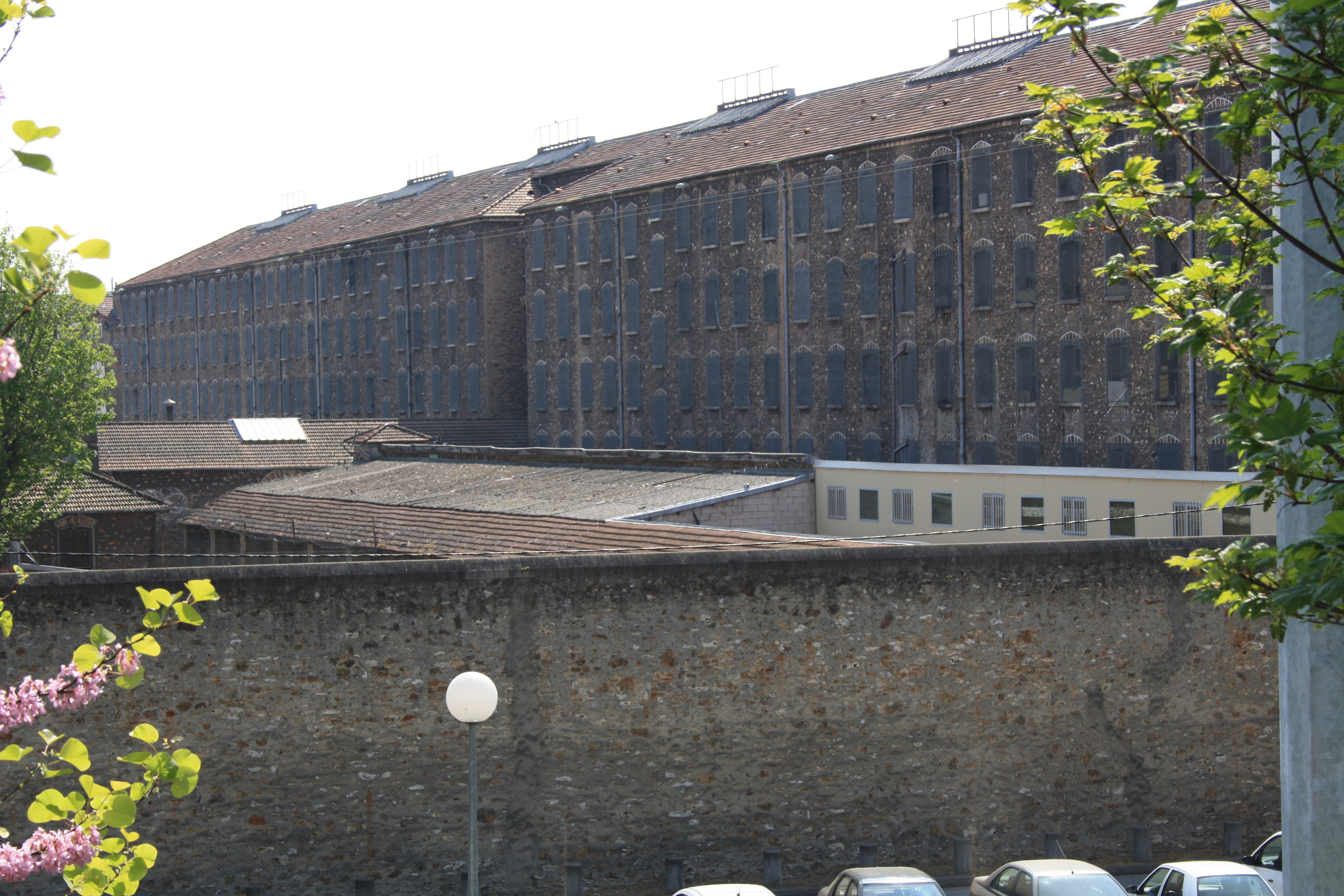
De gevangenis van Fresnes

In de gevangenis van Fresnes, in de buurt van Parijs, werd Sansom veertien keer ondervraagd door de Gestapo. Zij werd gemarteld. Haar rug werd verbrand met een hete pook en al haar teennagels werden uitgetrokken. Zij weigerde de verblijfplaats van Rabinovitch en een andere Britse agent te onthullen en bleef bij haar verzonnen verhaal dat Churchill de neef van premier Winston Churchill was, dat zij zijn echtgenote was en dat hij niets wist van haar activiteiten. Er werd gehoopt dat Sansom en Churchill hierdoor beter zou worden behandeld. De Britten hadden erop gerekend dat als de Duitsers dachten dat Sansom familie was van de Britse premier, zij haar in leven wilden houden als onderdeel van mogelijke onderhandelingen.
Sansom slaagde erin de aandacht van Churchill af te leiden, die slechts twee ondervragingen moest ondergaan en beschermde de identiteit van twee officieren van wie de verblijfplaats alleen bij haar bekend was. Tijdens haar gevangenschap verscheen Bleicher af en toe en probeerde haar uit te nodigen met hem mee te gaan naar Parijs om concerten te bezoeken en in restaurants te dineren om haar ertoe te bewegen te gaan praten. Sansom weigerde op zijn voorstellen in te gaan.
In juni 1943 werd zij voor twee feiten ter dood veroordeeld waarop zij reageerde, “Dan zult u een keuze moeten maken op grond van welk feit ik word geëxecuteerd, want ik kan maar een keer sterven.” Bleicher was woedend en stuurde haar naar concentratiekamp Ravensbrück.

## Concentratiekamp Ravensbrück

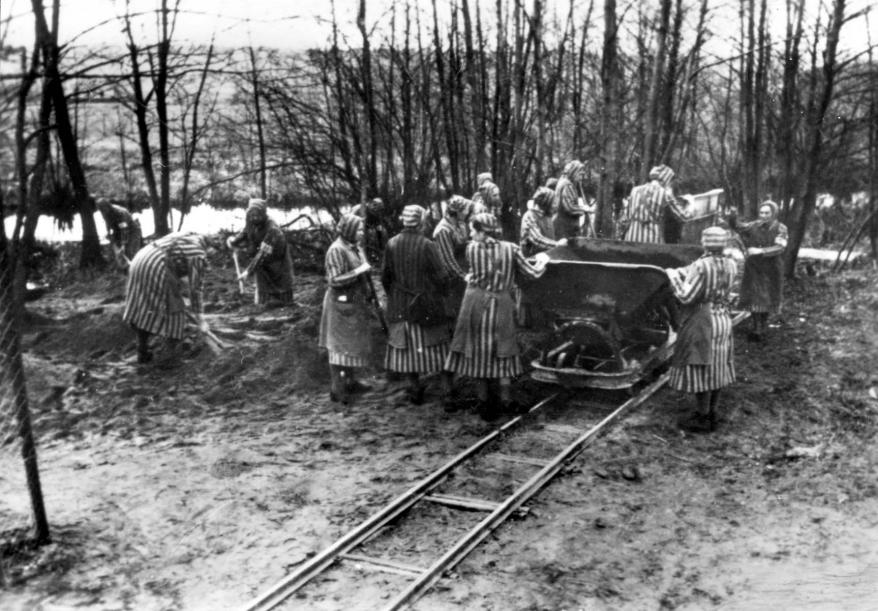
Gevangenen in Ravensbrück in 1939

In Ravensbrück werd Sansom in een cel in het strafblok gestopt, waar zij op een uithongeringsdieet werd gezet en kon horen hoe andere gevangenen werden geslagen.
Na de landingen van de geallieerden in het zuiden van Frankrijk in augustus 1944, kreeg Sansom op bevel uit Berlijn een week lang geen voedsel meer, werd het licht uit haar cel genomen en werd de verwarming in haar cel hoger gezet. Ondanks een rapport van de kamparts dat zij dergelijke omstandigheden niet meer dan een aantal weken zou kunnen overleven, werd Sansom, na bewusteloos in haar cel te zijn gevonden, in een isoleercel gezet. Haar omstandigheden verbeterden pas in december 1944 toen zij werd verplaatst naar een cel op de begane grond. De cel was vlak bij het crematorium en zou zijn bedekt met verbrand haar door de verbranding van de lijken van de gevangenen. Op een zeker moment tegen het einde van de oorlog was zij getuige van kannibalisme door uitgehongerde gevangenen.
Toen de geallieerden Ravensbrück tot op een aantal kilometers waren genaderd, nam de kampcommandant Fritz Suhren Sansom mee en reed naar een Amerikaanse basis om zichzelf over te geven. Hij hoopte dat haar vermeende connecties met Churchill hem in staat zouden stellen om te onderhandelen en zo executie te kunnen voorkomen.
Churchill overleefde de oorlog, maar Rabinovitch werd in 1944 door de Gestapo geëxecuteerd.

### Overlevingsmethoden
Sansom werd geholpen om het in de gevangenis vol te houden door de blindheid en verlamming in haar jeugd en door het voorbeeld van haar grootvader die “zwakheid niet zo snel accepteerde." Zij had van tevoren ook al geaccepteerd dat zij mogelijk door de Duitsers gevangengenomen zou kunnen worden. Ze nam een trotserende houding aan en merkte dat die houding bij haar bewakers resulteerde in een zekere mate van respect en haar hielp om de gevangenschap geestelijk te overleven.
Sansom zei dat zij geloofde dat zij “niet dapper of moedig was, maar over bepaalde dingen gewoon een besluit nam." Zij herinnerde zich tijdens een interview na de oorlog dat, terwijl iedereen een breekpunt heeft, haar gevoel was dat als ze "de volgende minuut kon overleven zonder te breken, dat een andere minuut van het leven is. En als ik zo kan denken in plaats van te denken wat er in het komende half uur gaat gebeuren,” wist zij door haar eerdere ziektes dat “ik dit kon accepteren en overleven.” Door de dood te accepteren, geloofde zij dat “zij niets zouden winnen. Zij zouden een dood lichaam hebben dat nutteloos voor hen zou zijn. Zij zullen mij niet krijgen. Ik sta het niet toe dat zij mij krijgen.” Zij omschreef het als een “soort onderhandelen.”
De Duitsers lieten martelingen meestal uitvoeren door personen met dezelfde nationaliteit als de gevangenen, herinnerde zij zich later, zodat iemand “niet kon zeggen dat hij was gemarteld door de Duitsers." Haar martelingen werden uitgevoerd door een “erg knappe jonge Fransman" die volgens haar psychisch gestoord was.

## Na de oorlog
Tijdens de Ravensbrückprocessen in Hamburg in 1946 getuigde Sansom tegen de gevangenisbewaarders die werden beschuldigd van oorlogsmisdaden. Deze processen resulteerden in de executie van Suhren in 1950. Het huwelijk van Roy en Odette werd in 1946 ontbonden en in 1947 trouwde zij met Peter Churchill.
In 1951 werd er bij Sansom ingebroken en werd het George Cross gestolen. Na een oproep van haar moeder werd het teruggegeven met een briefje waarin stond: “U, mevrouw, blijkt een lieve oude dame te zijn. God zegene u en uw kinderen. Ik dank u dat u in mij gelooft. Ik ben niet alleen maar slecht — het zijn gewoon de omstandigheden. Uw hondje vindt mij echt lief. Ik gaf hem een vriendelijk klopje en liet een stukje vlees – uit de koelkast – voor hem achter. Hoogachtend, Een slecht persoon.” In 1955 was Sansom samen met Tony Lothian en Lady Georgina Coleridge (journalist en dochter van de Markies van Tweeddale) mede-oprichtster van de jaarlijkse Women of the Year Lunch.
In 1956 scheidde Sansom van Churchill en trouwde in datzelfde jaar met Geoffrey Hallowes, een voormalige SOE-officier. Zij overleed op 13 maart 1995 in Walton-on-Thames, Surrey, Engeland, in de leeftijd van 82 jaar.

## Nalatenschap

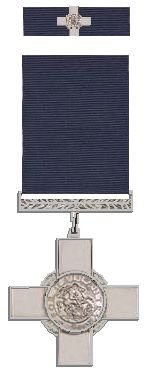
George Cross met baton

Légion d'honneur Chevalier

Sansom, na haar huwelijk bekend als Odette Churchill, kreeg aanzienlijke bekendheid na de publicatie van een biografie in 1949 en een in 1950 uitgebrachte film over haar oorlogswerk en beproeving in de gevangenis. Zij werd een, zoals een biograaf het beschreef, “gevierde heldin aan beide zijden van het Kanaal.” Maar haar verhaal was ook omstreden. Sommige ambtenaren geloofden haar verhaal niet en trokken haar integriteit in twijfel.
Zij werd benoemd tot Member of the Order of the British Empire en was de eerste van drie leden van de First Aid Nursing Yeomanry in de Tweede Wereldoorlog die werd onderscheiden met het George Cross (gepubliceerd in The London Gazette, een van de Britse versies van de Staatscourant, op 20 augustus 1946). Zij blijft de enige vrouw die nog tijdens haar leven is onderscheiden met het George Cross; aan alle andere vrouwelijke ontvangers is de onderscheiding tot nu toe postuum verleend. Zij werd ook benoemd tot Ridder in het Légion d'honneur voor haar werk met het Franse verzet.
Uit documenten die lang na de oorlog openbaar werden gemaakt, blijkt dat haar meerderen hebben moeten strijden voor het George Cross van Sansom, omdat zij niet in staat was te bewijzen dat zij door de nazi's was gemarteld en haar medeagenten niet had verraden. De onderscheiding werd verleend nadat medische rapporten en verklaringen van ooggetuigen haar zaak ondersteunden.
Haar oorlogsverleden was het onderwerp van een in 1950 uitgebrachte film, Odette, waarin de hoofdrol werd gespeeld door Anna Neagle en Trevor Howard de rol van Churchill speelde. Buckmaster speelde in de film zichzelf en Sansom, toen bekend als Odette Churchill, schreef een persoonlijke boodschap die aan het einde van de film in beeld verschijnt. De film werd goed ontvangen. Odette Churchill had zich ertegen verzet dat de film in Hollywood zou worden gemaakt, omdat zij vreesde dat de film daar zou worden gedramatiseerd.
Zij werkte als technisch adviseur bij het maken van een film over haar medeagent bij SOE Violette Szabo, Carve Her Name With Pride.
Op 23 februari 2012 bracht de Royal Mail, als onderdeel van de serie “Britons of Distinction”, een postzegel uit waarop Hallowes is afgebeeld.
Een tweede biografie, Code Name: Lise, werd uitgebracht op 15 januari 2019 en is geschreven door Larry Loftis en gepubliceerd door Simon & Schuster.
In 2020 vernoemde Great Western Railway een trein naar haar. De ceremonie ter ere van Odette werd gehouden op Paddington Station in Londen en werd bijgewoond door Anne, Princess Royal die een toespraak hield.

## Militaire onderscheidingen
| VK        |  | George Cross                                                                                                  |
| VK        |  | Member of the Order of the British Empire (Strijdkrachten)                                                    |
| VK        |  | 1939-1945 Star                                                                                                |
| VK        |  | France and Germany Star                                                                                       |
| VK        |  | War Medal 1939-1945                                                                                           |
| VK        |  | Herinneringsmedaille ter gelegenheid van de kroning van H.M. Koningin Elizabeth II van Groot-Brittannië       |
| VK        |  | Herinneringsmedaille ter gelegenheid van het Zilveren Jubileum van Koningin Elizabeth II van Groot-Brittannië |
| Frankrijk |  | Legioen van Eer (Chevalier)                                                                                   |

## Films en documentaires
- Churchill's Spy School (2010)

Documentaire over de trainingsschool van SOE op het landgoed Beaulieu in Hampshire.
- Les Femmes de l'Ombre (ook bekend onder de naam Female Agents) (2008)

Franse film over vijf vrouwelijke SOE-agenten en hun bijdrage aan de geallieerde landingen op D-Day.
- Nancy Wake Codename: The White Mouse (1987)

Docudrama over het werk van Nancy Wake voor SOE, gedeeltelijk verteld door Wake (Wake was teleurgesteld dat de film werd gewijzigd van een verzetsverhaal van acht uur in een liefdesverhaal van vier uur).
- Now It Can Be Told (ook bekend onder de naam School for Danger) (1946)

De filmopnamen begonnen in 1944 en echte SOE-agenten kapitein Harry Rée en Jacqueline Nearne met codenamen "Felix" en “Cat” speelden de hoofdrollen. De film vertelt het verhaal van de training van agenten voor SOE en hun missies in Frankrijk. De trainingsscènes werden gefilmd met behulp van de uitrusting van de SOE op de trainingsscholen in Traigh en Garramor (Morar) en op de RAF Ringway.
- Odette (1950)

Britse oorlogsfilm uit 1950 over het verhaal van Odette Sansom.
- Robert and the Shadows (2004)

Franse documentaire op France Télévisions. Vertelde generaal De Gaulle de volledige waarheid over het Franse verzet? Dit is het doel van deze documentaire. Jean Marie Barrere, de Franse regisseur, gebruikt het verhaal van zijn eigen grootvader (Robert) om de Fransen te vertellen over wat SOE toen deed. Robert was een Franse leraar in het zuidwesten van Frankrijk die samenwerkte met SOE-agent George Reginald Starr (met codenaam "Hilaire”, verantwoordelijk voor het "Wheelwright”-netwerk).
- Wish Me Luck (1987)

Televisieserie over de wapenfeiten van de vrouwen en, minder vaak, de mannen van SOE die tussen 1987 en 1990 werd uitgezonden en later een andere naam kreeg, 'the Outfit'.
- Bibliothèque nationale de France: cb104302319 (data)
- Gemeinsame Normdatei: 118992465
- International Standard Name Identifier: 0000 0000 7859 5922
- Library of Congress Control Number: no2004071488
- Nationale Bibliotheek van Israël: 987007290487605171
- Nationale Bibliotheek van Polen: a0000002684518
- Nederlandse Thesaurus van Auteursnamen: 123841186
- LIBRIS: 247919
- SNAC: w6kt7jrh
- Virtual International Authority File: 20480769
- WorldCat: E39PBJfcKMgDbgFKPbbDGyPCwC